# Principi di Yogyakarta
I Princìpi di Yogyakarta (formalmente I Princìpi di Yogyakarta per l'applicazione delle leggi internazionali sui diritti umani in relazione all'orientamento sessuale e identità di genere, in inglese: The Yogyakarta Principles on the Application of International Human Rights Law in Relation to Sexual Orientation and Gender Identity) sono una serie di princìpi per la protezione dei diritti umani in materia di LGBT ossia lesbiche, gay, bisessuali e transgender e della intersessualità contro la violenza e delitto d'onore.
L'origine di questi princìpi è una richiesta da parte di Louise Arbour e della Dichiarazione universale dei diritti umani. Questi princìpi sono stati adottati nel congresso internazionale tenutosi all'Università Gadjah Mada, a Yogyakarta, (Indonesia) dal 6 al 9 novembre 2006 da Commissione internazionale di giuristi, International Service for Human Rights e 29 esperti internazionali di legge sui diritti umani, tra cui Mary Robinson. Questo progetto è stato presentato al Consiglio ONU per i Diritti Umani nel 26 marzo 2007. Questi princìpi sono stati considerati dal Consiglio d'Europa nel documento "Diritti Umani e Identità di Genere", scritto il 29 luglio 2009.